# 1re division de Landwehr (Empire allemand)
Pour les articles homonymes, voir 1re division.
La 1re division de Landwehr est une unité d'infanterie territoriale (Landwehr) de l'armée impériale allemande, créée en 1914 pendant la Première Guerre mondiale. Elle combat sur le front de l'Est jusqu'à la fin de 1917 puis est transférée sur le front de l'Ouest. Elle est rapatriée et dissoute en 1919.

## Première Guerre mondiale

### Composition
Lors de la mobilisation allemande de 1914, la 1re division de Landwehr se compose de plusieurs brigade mixtes de Landwehr comprenant des unités d'infanterie, cavalerie et artillerie. Les 33e et 34e brigades mixtes sont recrutées dans les provinces du Schleswig-Holstein, Hanovre, les principautés de Mecklembourg-Schwerin et Mecklembourg-Strelitz et les villes hanséatiques de Hambourg, Brême et Lübeck ; les 37e et 38e brigades sont recrutées en Hanovre, Oldenbourg et Brunswick.
Elle comprend les unités suivantes :
- 33e brigade mixte de Landwehr
  - 75e régiment de Landwehr
  - 76e régiment de Landwehr

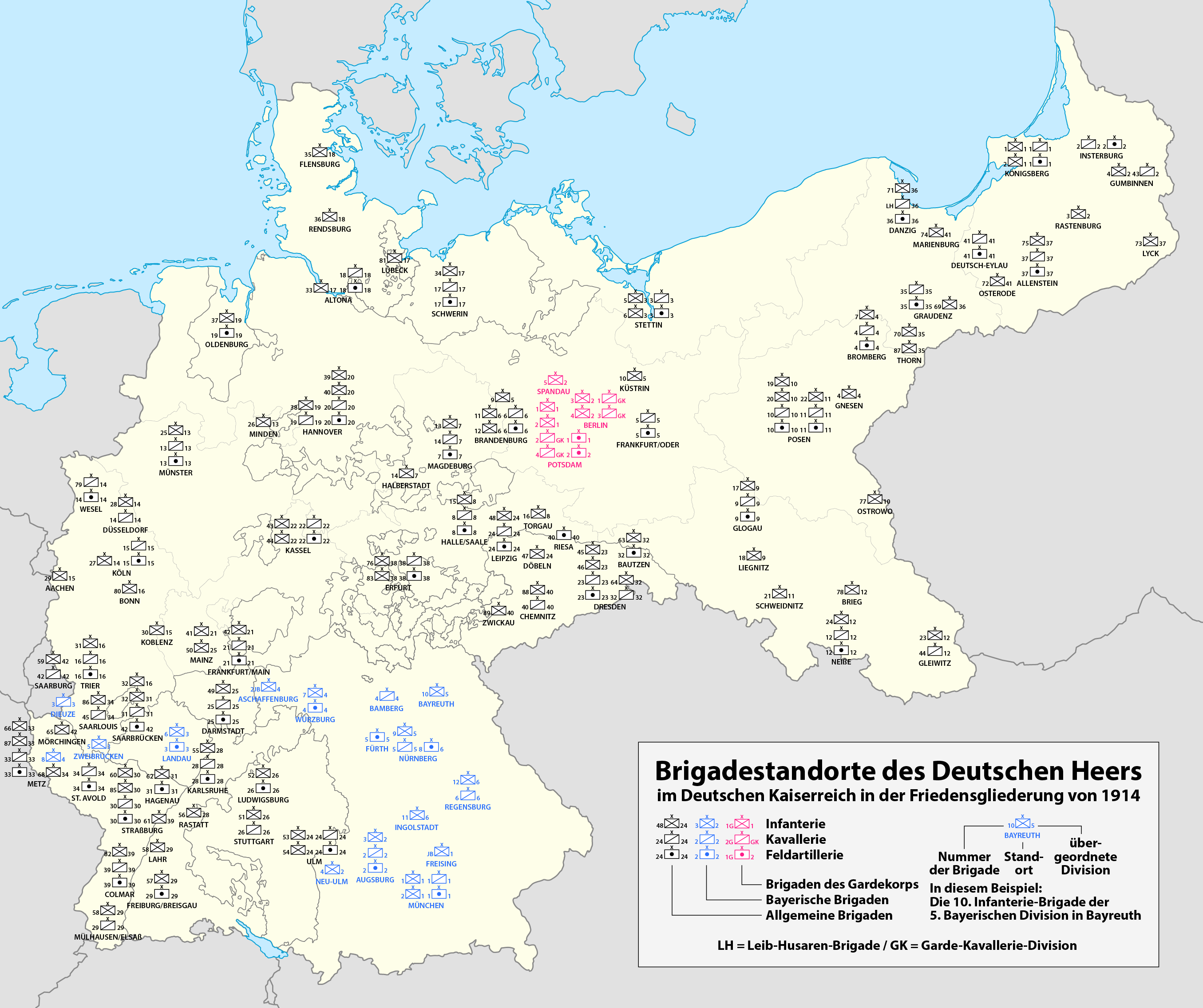
Répartition des brigades de la Deutsches Heer lors de la mobilisation de 1914.

  - 2e escadron de cavalerie de Landwehr de la Garde
  - 1er escadron de Landwehr du IXe corps d'armée
  - 1re batterie de Landwehr du IXe corps

- 34e brigade mixte de Landwehr
  - 31e régiment de Landwehr
  - 84e régiment de Landwehr
  - 3e escadron de cavalerie de Landwehr de la Garde
  - 2e escadron de Landwehr du IXe corps
  - 2e batterie de Landwehr du IXe corps
- 37e brigade mixte de Landwehr
  - 73e régiment de Landwehr
  - 74e régiment de Landwehr
  - 2e escadron de Landwehr du Xe corps
  - IIe détachement d'artillerie de campagne de Landwehr du Xe corps
- 38e brigade mixte de Landwehr
  - 77e régiment de Landwehr
  - 78e régiment de Landwehr
  - 3e escadron de Landwehr du Xe corps

### Historique

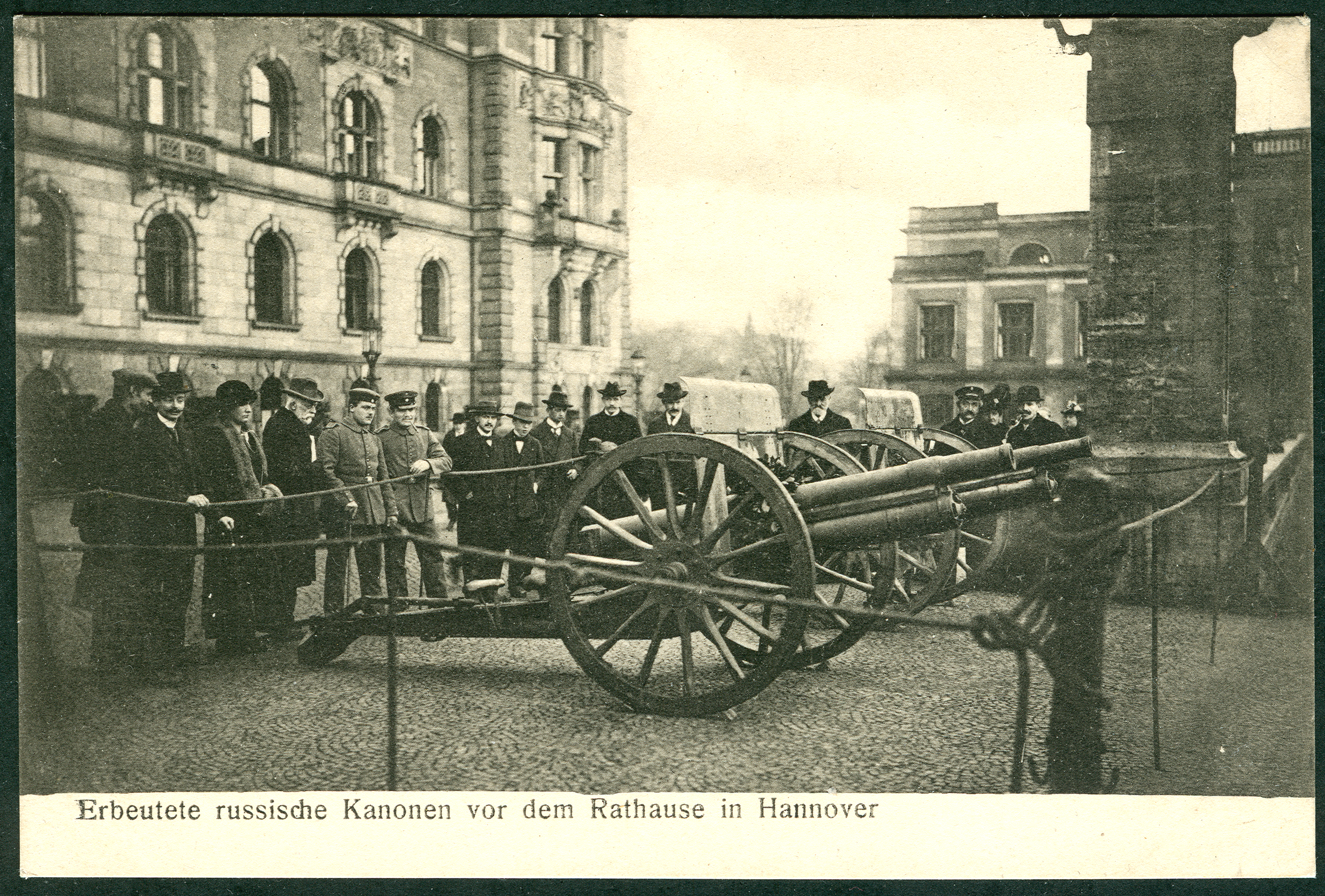
Canons russes capturés exposés devant l'hôtel de ville de Hanovre en 1914.

#### 1914
La 1re division de Landwehr est rattachée à la 8e armée en province de Prusse-Orientale.
- 19 - 20 août : bataille de Gumbinnen
- 23 - 31 août : bataille de Tannenberg
- À partir du 15 novembre : combats de position près de Lötzen (Giżycko) et de l'Angrapa

#### 1915

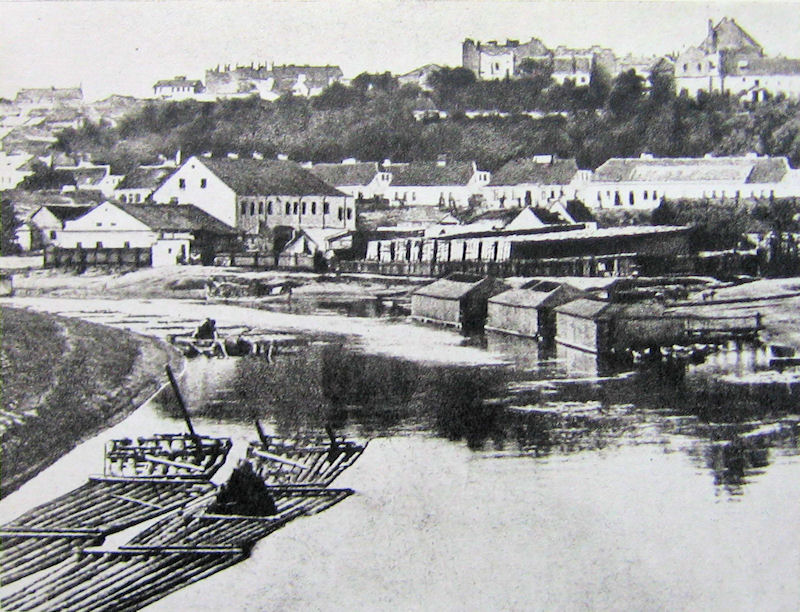
Łomża sur la Narew en 1912.

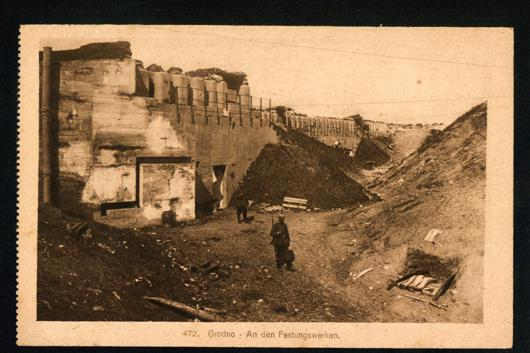
La forteresse de Hrodna en 1914.

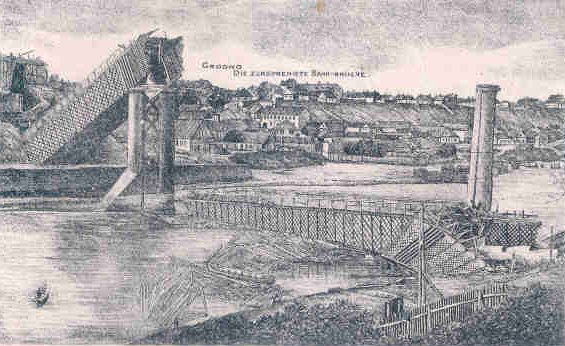
Pont détruit à Hrodna en 1915.

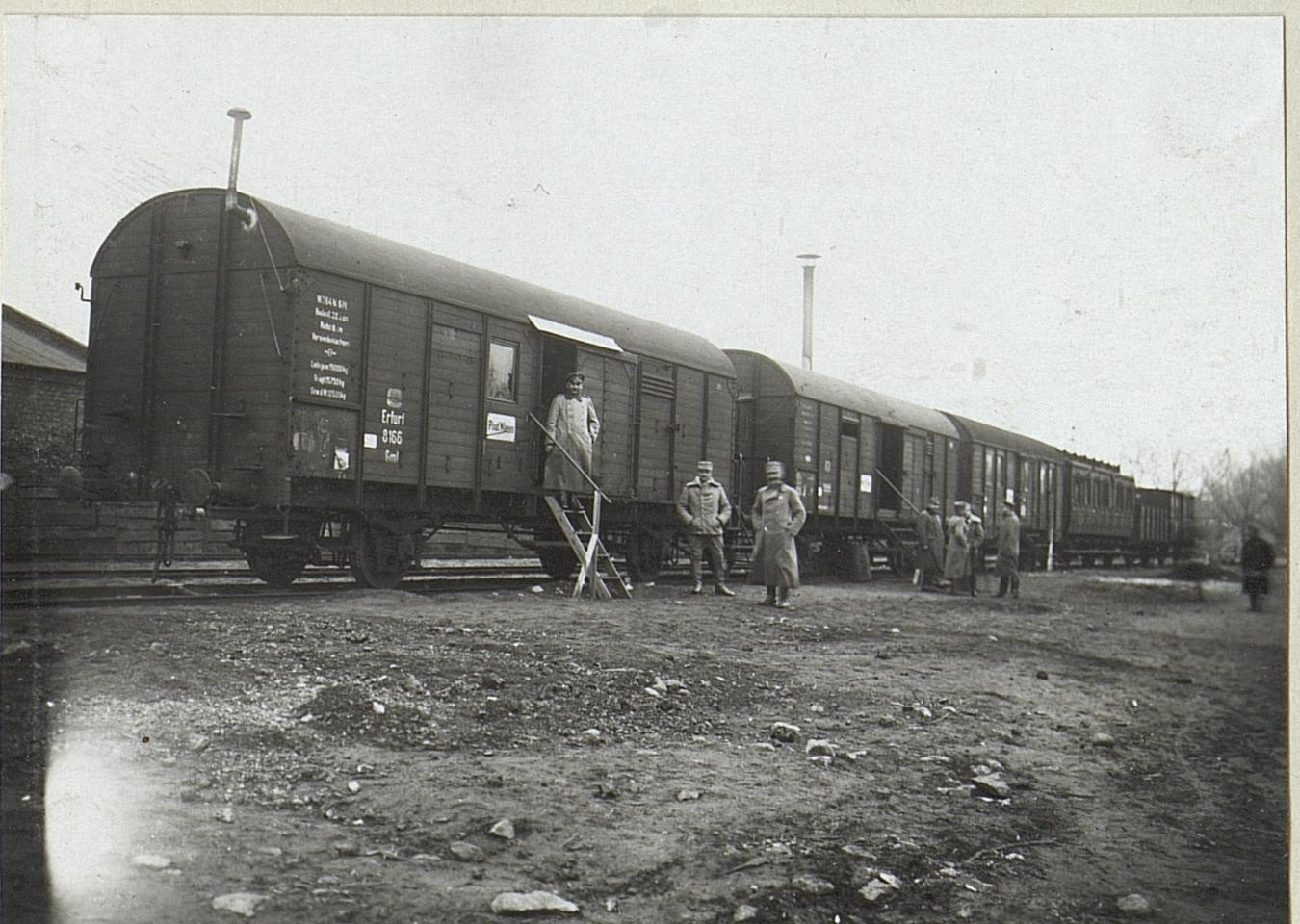
Train-hôpital allemand à Kovel en 1917.

- Jusqu'au 7 février : combats de position près de Lötzen et de l'Angrapa
- 7 - 22 février : seconde bataille des lacs de Mazurie, bataille de Loutsk
- 19 février - 10 août : combats de position entre Łomża  et Osowiec
- 13 juillet - 26 août : offensive de la Narew et de la Biebrza
- 2 - 9 août : premier franchissement du Narew entre Nowogród et Łomża
- 10 août : prise de Łomża
- 10 - 12 août : prise de Wizna
- 12 - 15 août : combats autour du saillant de Silna
- 16 - 25 août : deuxième franchissement du Narew
- 24 - 26 août : combats autour de Białystok, Knyszyn et du saillant de Berezowia
- 27 août - 2 septembre : prise de Hrodna
  - 1er septembre : prise du Fort IV
- 1er - 30 septembre : combats de poursuite entre le Niémen et la Bérézina
- 28 septembre - 10 octobre : combats de position sur la Bérézina, l'Olszanka et la Krewljanka
- À partir du 21 octobre : combats de position devant Riga

#### 1916
En 1916, la division est rattachée au groupe d'armées von Linsingen.
- Jusqu'au 21 juillet : combats de position devant Riga
- 31 juillet - 7 août : combats de position  dans les marais du Pripiat
- 11 août - 4 novembre : bataille de Kovel
- À partir du 5 novembre : combats de position sur le cours supérieur du Styr et du Stokhid

#### 1917
- Jusqu'au 14 décembre : combats de position sur le cours supérieur du Styr et du Stokhid
- 15 - 17 décembre : front inactif
- À partir du 17 décembre : armistice russo-allemand

#### 1918
- Jusqu'au 22 février : armistice

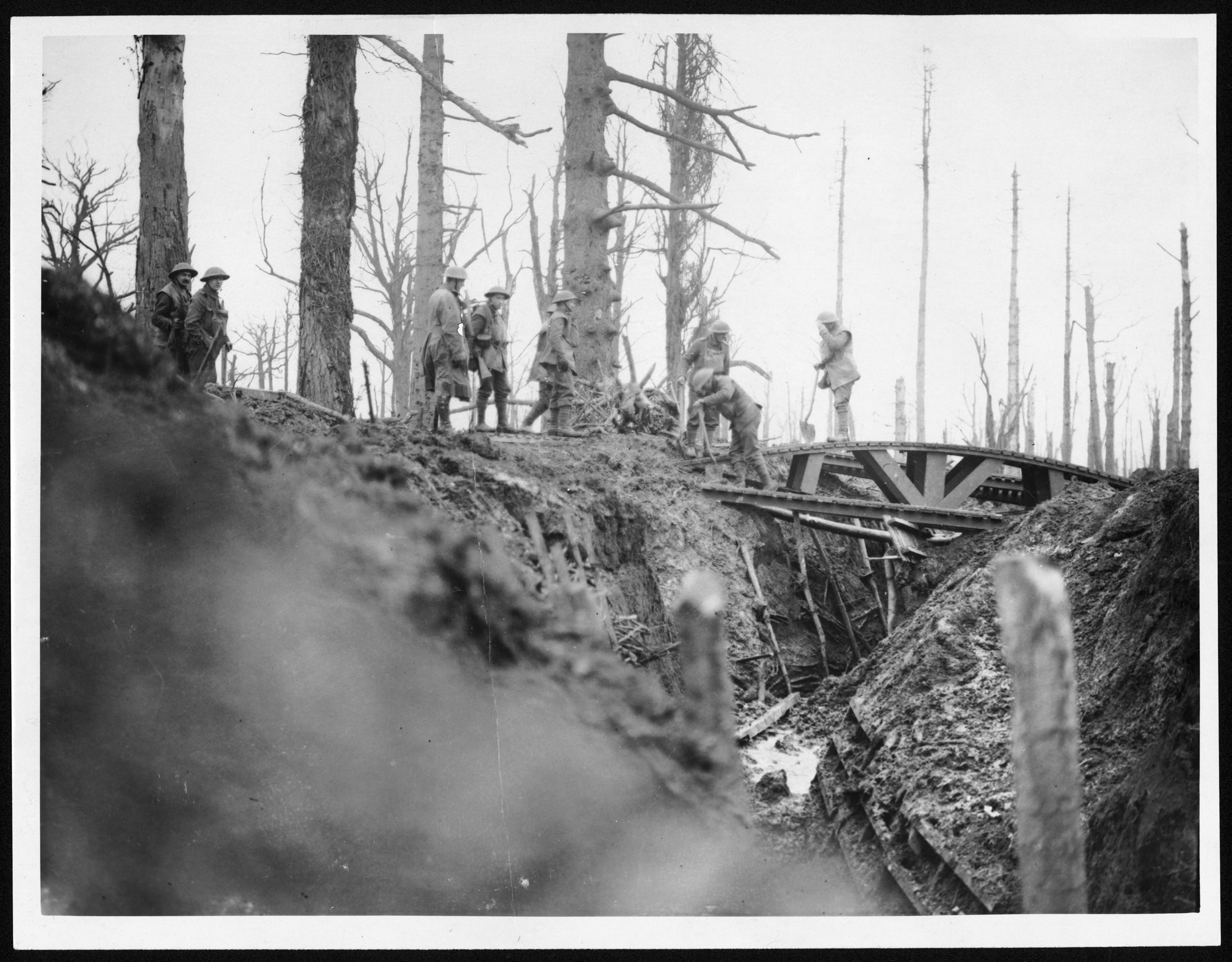
Soldats britanniques installant une passerelle sur une tranchée prise aux Allemands en 1918.

- 15 - 25 février : transfert sur le front de l'Ouest
- 22 février - 10 mars : réserve de l'OHL
- 11 mars - 9 avril : combats de position en Flandre
- 10 - 15 avril : bataille de Flandre
- 16 - 29 avril : combats sur le saillant de Wijtschate
- 30 avril - 1er août : combats de position en Flandre
- 2 août - 18 septembre : combats de position en Lorraine et dans les Vosges
- 18 septembre - 1er octobre : combats de position en Haute-Alsace
- 1er - 10 octobre : combats de position en Lorraine
- 11 octobre - 11 novembre : combats de retraite en Champagne et sur la Meuse
- 11 novembre : armistice et fin des combats à l'Ouest.
- À partir du 12 novembre : évacuation des territoires occupés, à travers la Lorraine, vers la Rhénanie et le Palatinat

En 1918, le service de renseignement de l'US Army classe la 1re division de Landwehr comme une unité de troisième catégorie. Il estime toutefois que, malgré le départ de ses hommes les plus jeunes transférés à d'autres unités, elle s'est bien comportée sur le front et a été citée plusieurs fois.

#### 1919
- 2 janvier : dissolution.

## Commandants
| Grade                  | Nom                        | Date                               |
| ---------------------- | -------------------------- | ---------------------------------- |
| Generalleutnant        | Georg Conrad von der Goltz | 2 août au 3 octobre 1914           |
| Generalleutnant        | Ernst von Einem (de)       | 3 octobre au 17 décembre 1914      |
| General der Infanterie | Albano von Jacobi          | 17 décembre 1914 au 2 janvier 1919 |

## Sources et bibliographie
- (de) Cet article est partiellement ou en totalité issu de l’article de Wikipédia en allemand intitulé « 1. Landwehr-Division (Deutsches Kaiserreich) » (voir la liste des auteurs) dans sa version du 3 novembre 2018.
- Ruhmeshalle unserer Alten Armee. Herausgegeben auf Grund amtlichen Materials des Reichsarchivs, Militär-Verlag, Berlin 1927, p. 59–60 et p. 84–85.
- Hermann Cron, Geschichte des deutschen Heeres im Weltkriege 1914–1918, Berlin 1937.
- Günter Wegner, Stellenbesetzung der deutschen Heere 1815–1939, vol. 1, Biblio Verlag, Osnabrück 1993.
- United States. General Staff. Military Intelligence Division, Histories of Two Hundred and Fifty-One Divisions of the German Army Which Participated in the War (1914–1918), 1920, p. 36 à 38